# Apertin
Apertins herrgård ligger i Stora Kils socken i Kils kommun utanför Kil i Värmland.

## Historik
Enligt sägnen landsteg här en munk på 1000-talet. Munken anses i sägnen ha kommit från Aberdeen i Skottland. Han lät uppföra ett kloster på platsen som fick namnet Aberdden. Aberdeen har därefter försvenskats och blivit Apertin.
Herrgården är timrad och klädd med vitmålad panel. Den har två våningar och ett sadeltak av  kopparplåt. Huset byggdes troligen i mitten av 1600-talet och fick sitt nuvarande utseende på 1790-talet. Dess norra flygel, kavaljersbyggnaden, är från 1700-talets slut och gästflygeln i söder är  troligen ett magasin från 1600-talet. Till anläggningen hör också en engelsk park och trädgård. Trädgården restaurerades på 1940-talet efter ritningar av Samuel Kaldén.
Herrgården omgärdas av bäckraviner som inrättas som naturreservat med namnet Ravinerna vid Apertin.

## Galleri

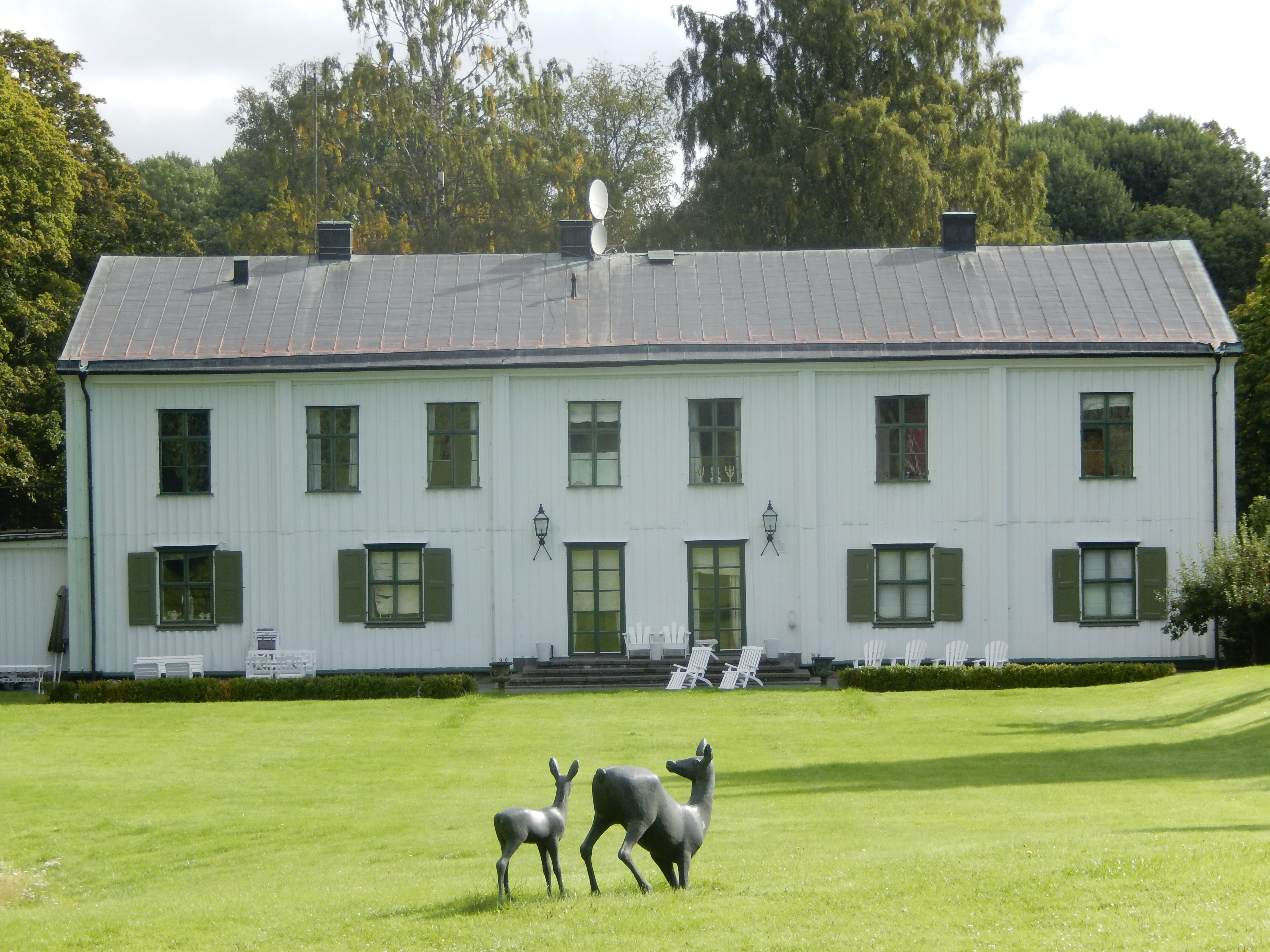
Baksidan av herrgårdens huvudbyggnad.
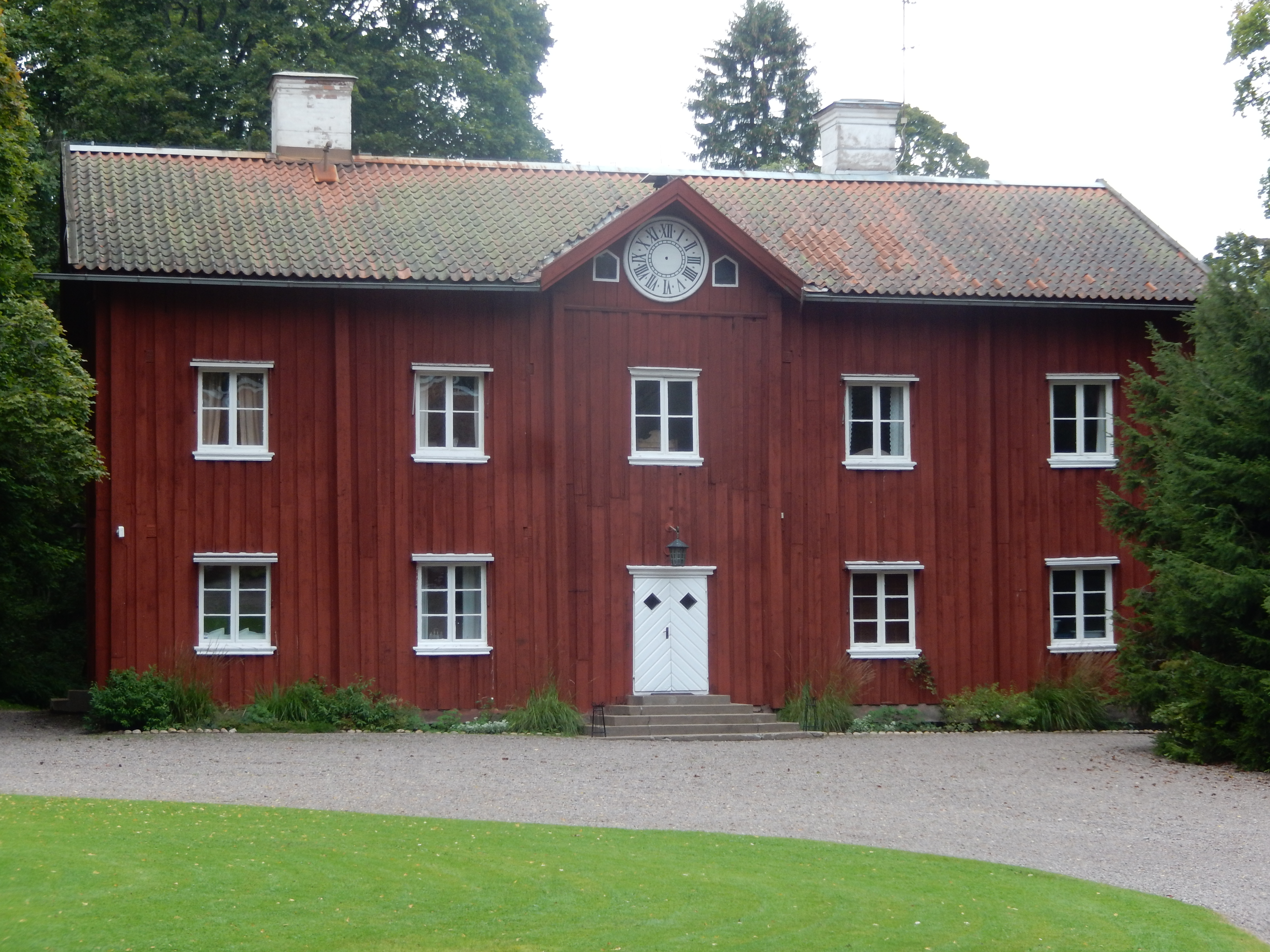
Kavaljersflygeln
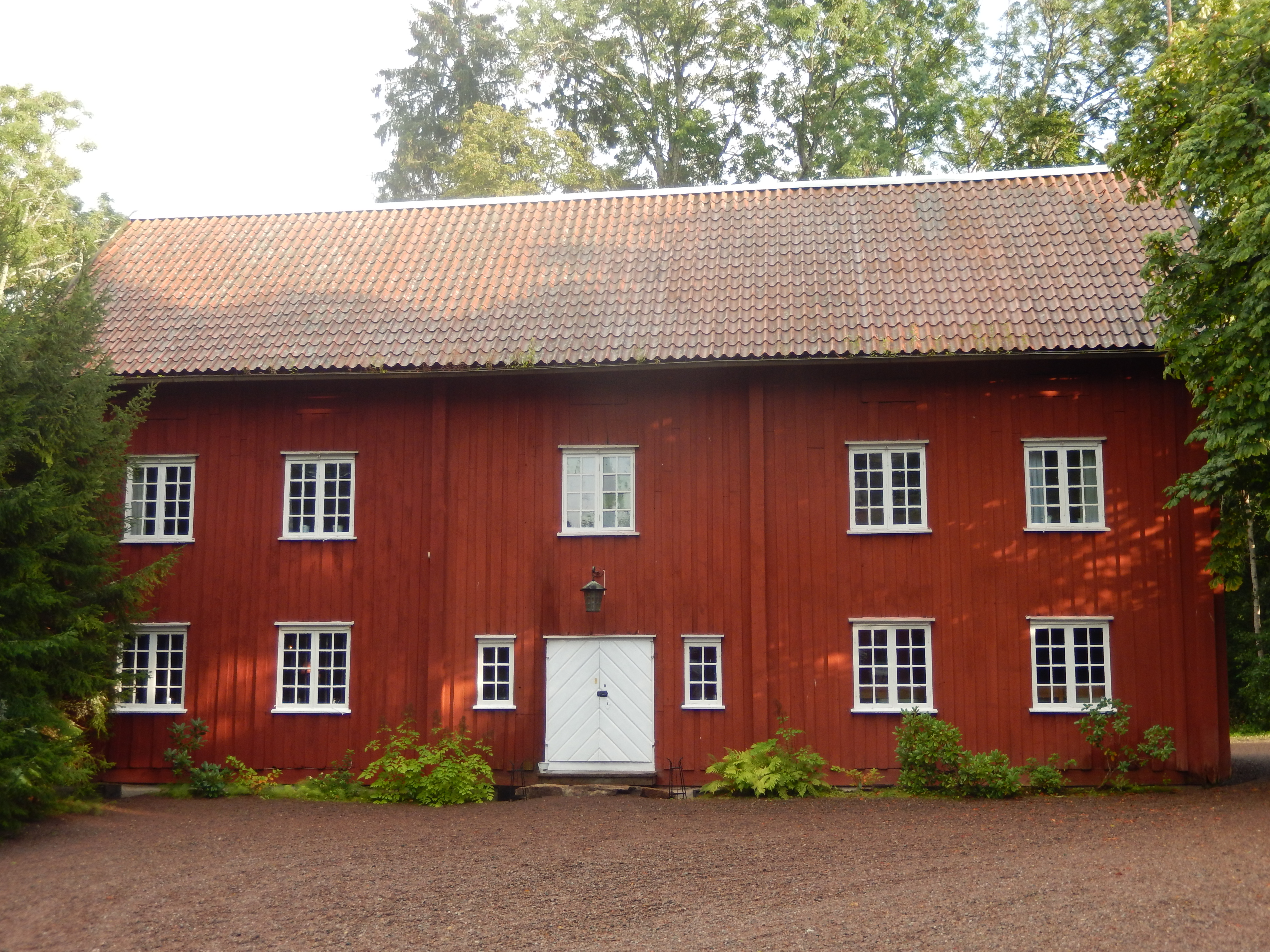
Magasinet.
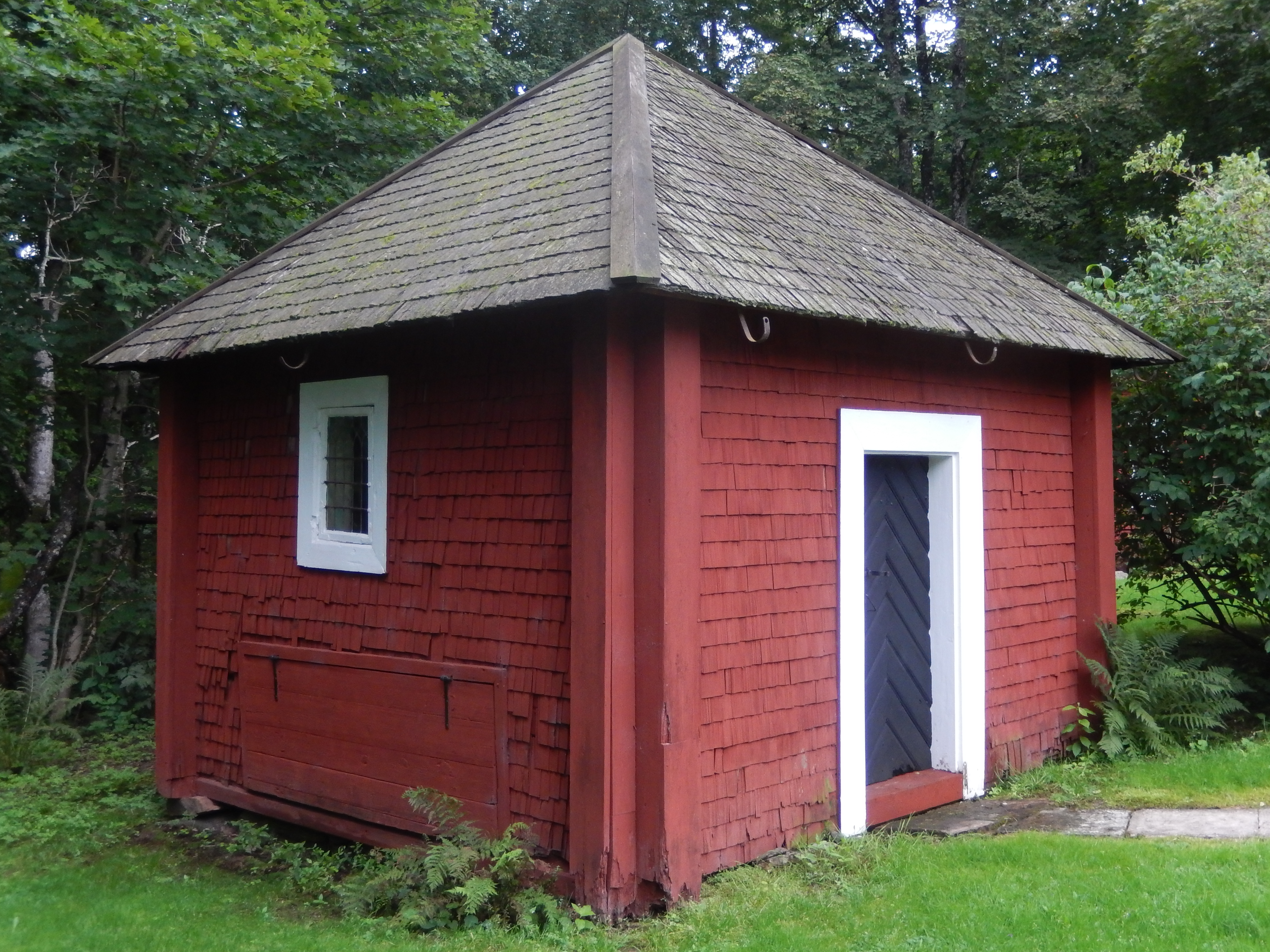
Avträdet.
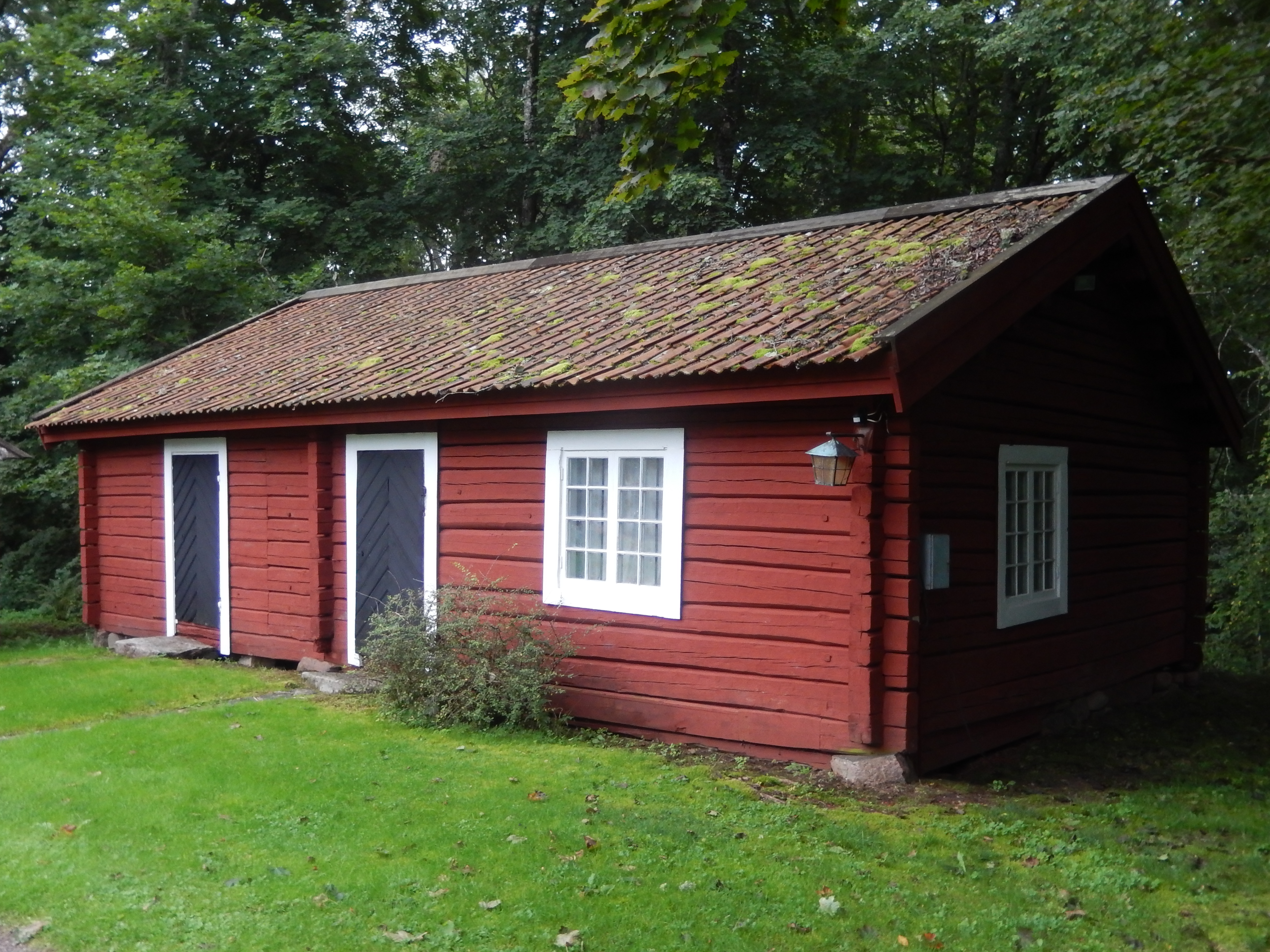
Ena klädstugan.
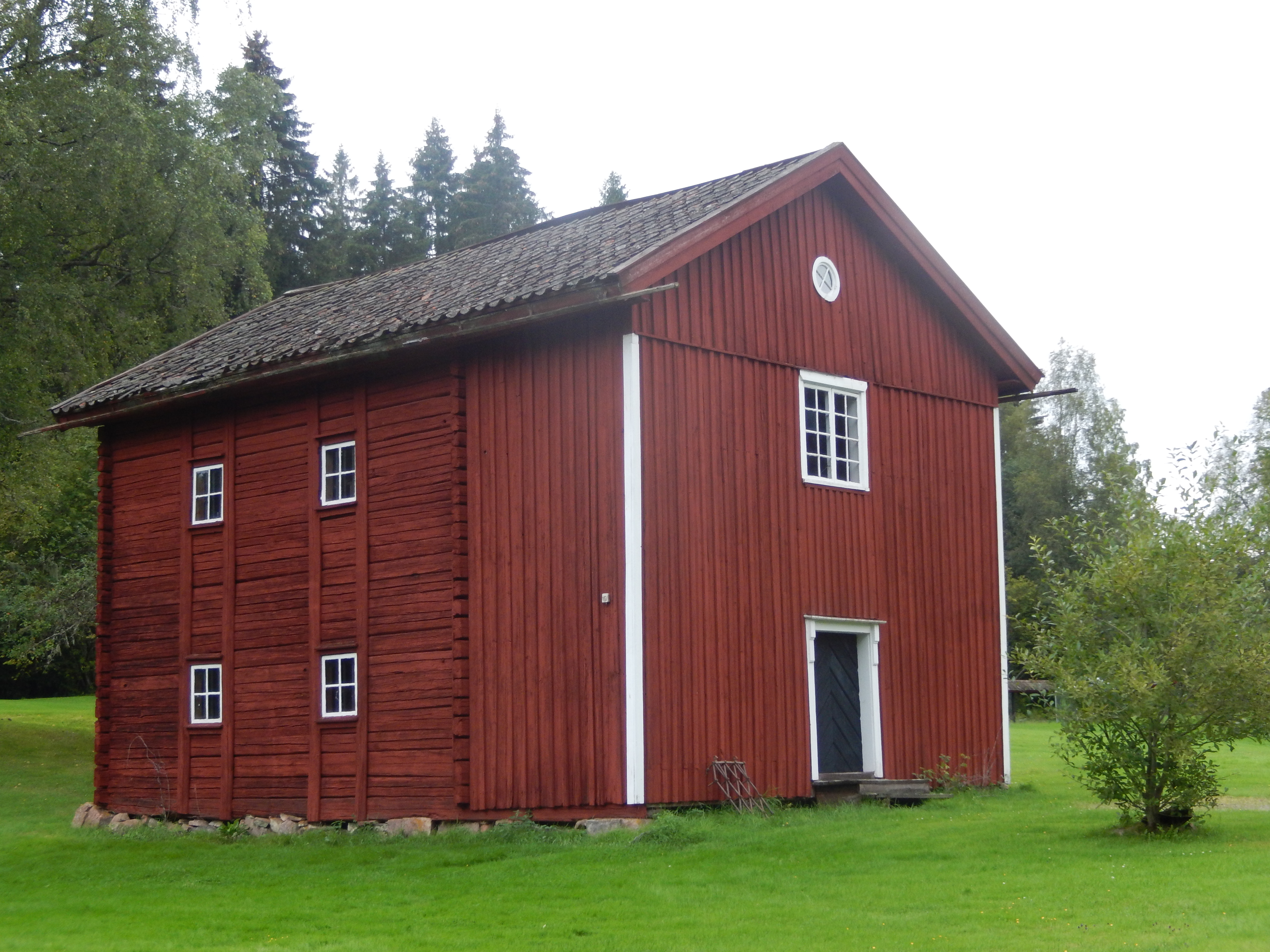
Andra klädstugan.